# سبکا (مینه‌سوتا)
سبکا، مینه‌سوتا (به انگلیسی: Sebeka, Minnesota) یک شهر در ایالات متحده آمریکا است که در شهرستان وادنا، مینه‌سوتا واقع شده‌است.

## خصوصیات
سبکا ۶٫۴۰ کیلومترمربع مساحت و ۷۱۱ نفر جمعیت دارد و ۴۲۲ متر بالاتر از سطح دریا واقع شده‌است.